# Franconville (Meurthe-et-Moselle)
Pour les articles homonymes, voir Franconville.
Franconville est une commune française située dans le département de Meurthe-et-Moselle, en région Grand Est. Son nom vient de Francorum villa et elle a une homonyme dans le Val-d'Oise.

## Géographie
|            | Lamath       |             |
| Landécourt | Franconville | Haudonville |
|            | Moriviller   |             |

### Hydrographie
La commune est dans le bassin versant du Rhin au sein du bassin Rhin-Meuse. Elle est drainée par le ruisseau de Étang (le ruisseau de la Garenne) et le ruisseau le Grand Rupt,.

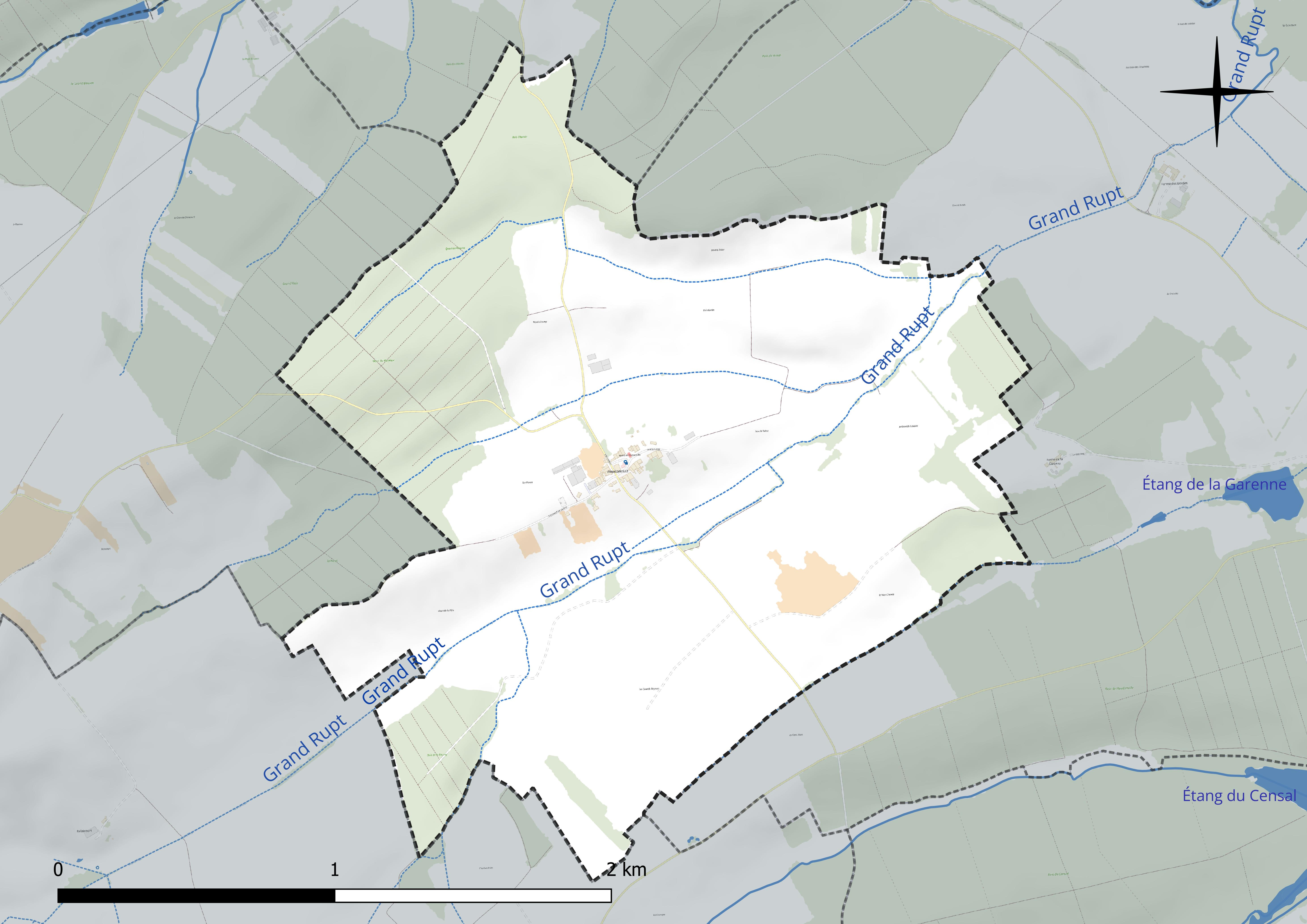
Réseau hydrographique de Franconville.

### Climat
Pour des articles plus généraux, voir Climat du Grand Est et Climat de Meurthe-et-Moselle.
En 2010, le climat de la commune est de type climat des marges montargnardes, selon une étude du Centre national de la recherche scientifique s'appuyant sur une série de données couvrant la période 1971-2000. En 2020, Météo-France publie une typologie des climats de la France métropolitaine dans laquelle la commune est exposée à un climat semi-continental et est dans la région climatique  Lorraine, plateau de Langres, Morvan, caractérisée par un hiver rude (1,5 °C), des vents modérés et des brouillards fréquents en automne et hiver. 
Pour la période 1971-2000, la température annuelle moyenne est de 9,7 °C, avec une amplitude thermique annuelle de 16,9 °C. Le cumul annuel moyen de précipitations est de 778 mm, avec 12,4 jours de précipitations en janvier et 9,4 jours en juillet. Pour la période 1991-2020, la température moyenne annuelle observée sur la station météorologique de Météo-France la plus proche, « Roville », sur la commune de Roville-aux-Chênes à 17 km à vol d'oiseau, est de 10,3 °C et le cumul annuel moyen de précipitations est de 833,3 mm. 
La température maximale relevée sur cette station est de 40 °C, atteinte le 25 juillet 2019 ; la température minimale est de −24,5 °C, atteinte le 2 janvier 1971,,. 
Les paramètres climatiques de la commune ont été estimés pour le milieu du siècle (2041-2070) selon différents scénarios d'émission de gaz à effet de serre à partir des nouvelles projections climatiques de référence DRIAS-2020. Ils sont consultables sur un site dédié publié par Météo-France en novembre 2022.

## Urbanisme

### Typologie
Au 1er janvier 2024, Franconville est catégorisée commune rurale à habitat très dispersé, selon la nouvelle grille communale de densité à sept niveaux définie par l'Insee en 2022.
Elle est située hors unité urbaine. Par ailleurs la commune fait partie de l'aire d'attraction de Nancy, dont elle est une commune de la couronne,. Cette aire, qui regroupe 353 communes, est catégorisée dans les aires de 200 000 à moins de 700 000 habitants,.

### Occupation des sols
L'occupation des sols de la commune, telle qu'elle ressort de la base de données européenne d’occupation biophysique des sols Corine Land Cover (CLC), est marquée par l'importance des territoires agricoles (77,6 % en 2018), une proportion identique à celle de 1990 (77,6 %). La répartition détaillée en 2018 est la suivante : terres arables (45,3 %), prairies (32,2 %), forêts (22,4 %), zones agricoles hétérogènes (0,1 %). L'évolution de l’occupation des sols de la commune et de ses infrastructures peut être observée sur les différentes représentations cartographiques du territoire : la carte de Cassini (XVIIIe siècle), la carte d'état-major (1820-1866) et les cartes ou photos aériennes de l'IGN pour la période actuelle (1950 à aujourd'hui).

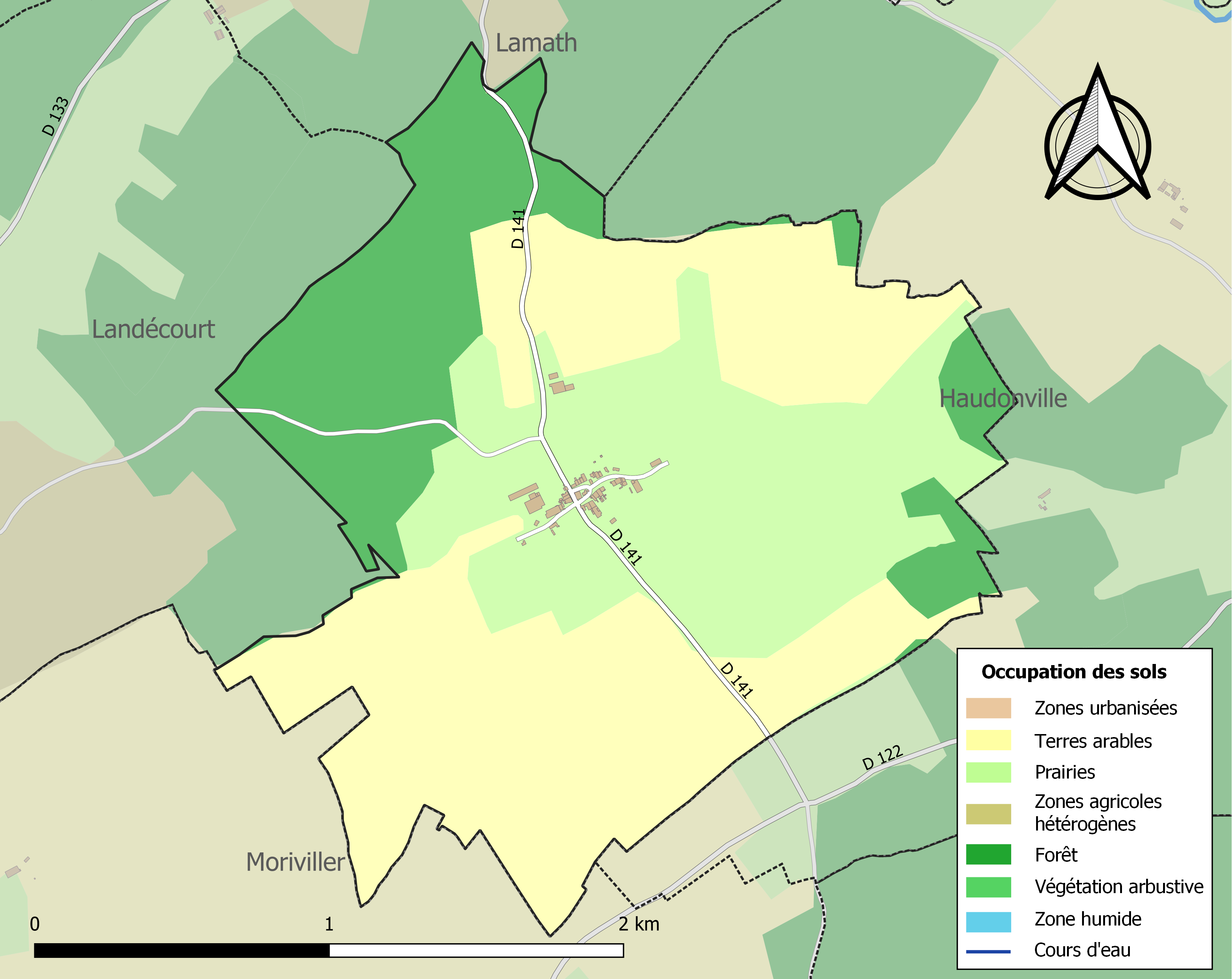
Carte des infrastructures et de l'occupation des sols de la commune en 2018 (CLC).

## Toponymie
Le nom de la localité est attesté sous la formes [Alodium] Franconisvilla en 1182 ; Franconvilla en 1225 ; [Acelinus de] Francunvilla en 1186.
Il s'agit d'une formation toponymique médiévale en -ville au sens de « domaine rural ». Le premier élément Francon- s'explique, comme dans la plupart des cas, par un anthroponyme,. Albert Dauzat et à sa suite Ernest Nègre y voient le nom de personne germanique Franco(n),, c'est-à-dire Franco au cas régime, selon le cas général dans les toponymes en -ville lorrain. Le nom Francon est porté par plusieurs personnages au Moyen Âge.
Remarque : Ni Henri Lepage, ni Albert Dauzat, ni Ernest Nègre ne considèrent que la forme Francorum villa du IXe siècle citée par Jean Spaite  ne s'applique à ce Franconville, mais bien à Franconville en Île-de-France, celle-ci étant d'ailleurs soutenue par des formes intermédiaires Francurtvilla vers 1150 et Francorvilla en 1205.

## Histoire
Une voie antique située à proximité du territoire de Landécourt est mentionnée dans la monographie de Franconville pour l'Exposition universelle de 1889.
La possession de l'alleu de Franconville par l'abbaye de Beaupré est confirmé par le pape Lucius III en 1182.
En 1390, Jean de Varres, chevalier donne son dénombrement au duc Charles II pour les fiefs de Bayon, Rozelieures, Seranville, Landécourt, Franconville, etc. Il détient ces fiefs depuis la mort de son cousin  Jean de Tello et de Walthier de Warres son frère.
Au mois de juin 1438, en reconnaissance des services rendus à leur père et à eux-mêmes, René Ier et Isabelle son épouse, donnent à Gérard d'Haraucourt, sénéchal de Lorraine et de Bar, les villages et bans de Landécourt, Seranville et Franconville. André, fils aîné de Gérard d'Haraucourt, hérite de ces seigneuries mais ayant pris le parti de la Bourgogne contre René II, ses biens lui sont confisqués. En 1477, le duc de Lorraine cède les trois villages à Jean Wisse de Gerbéviller, son conseiller, chambellan et bailli d'Allemagne.
Le 14 décembre 1478, Jean Wisse et Catherine de Lenoncourt son épouse, autorisent les habitants de Franconville à posséder un four dans leur maison moyennant un redevance annuelle de 3 gros par ménage.
Le 13 janvier 1574, le duc Charles III donne en fief au comte de Vaudémont et à Catherine de Lorraine sa femme les droits sur le seigneurie de Landécourt, Seranville, Franconville et Blainville-le-Château.
Les habitants de Franconville devaient à l'abbé de Beaupré une rente dite du bon denier pour des affouages qu'ils tenaient de lui. Un rôle des habitants dressé en 1607 à l'occasion de cette rente, indique qu'il y avait 31 personnes à Franconville ainsi que deux veuves. Ils n'étaient plus que 9 habitants en 1710 et 49 en 1768. Dans un procès-verbal du receveur de la prévôté de Rosières datant de 1644, juste après les ravages de la guerre de Trente Ans, il est indiqué qu'il ne reste qu'un seul conduit (foyer) à Franconville.
Au début du XVIIe siècle, la seigneurie en haute, moyenne et basse justice appartenait par moitié au comte d'Haussonville et à Monsieur de Franconville. Les appels étaient portés au bailliage de Nancy.
Dans une déclaration fournie en 1738, les habitants déclarent posséder depuis des temps immémoriaux sans titre écrit, 40 jours et 4 hommées de paquis (terrains agricoles communautaires), 197 jours de bois taillis, 95 jours et 5 hommées de haute futaie en indivision avec la communauté de Landécourt ainsi que 203 jours et 3 hommées de bois toujours en indivision avec Landécourt. À cette époque, le jour, mesure de surface, valait environ 20 ares et l'hommée valait 2 ares.
En 1914, pendant la bataille de la trouée de Charmes, Franconville a été occupée pendant deux jours. Les bombardements ont fait une victime civile. Trois maisons ont été entièrement détruites et douze immeubles ont été sérieusement endommagés. Le village a été systématiquement pillé par l'occupant.

### Religion
En 1710, la paroisse de Franconville avait Moriviller pour annexe. En 1768, c'est l'inverse mais Franconville garde un vicaire résidant. Le patronage de la cure appartenait au chapitre de Saint-Dié, lequel percevait la dîme conjointement avec le chapitre de Bouxières, le prieur de Landécourt et le curé.

## Politique et administration

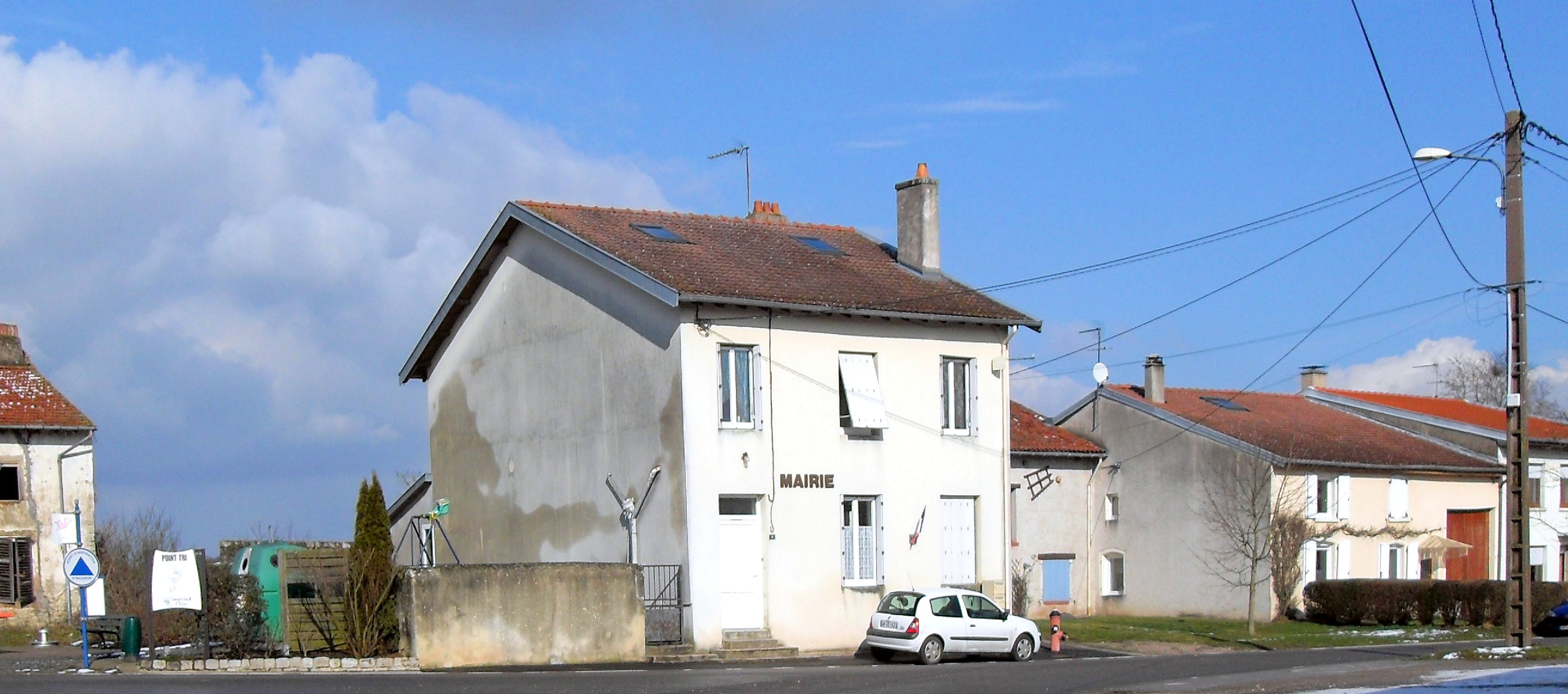
La mairie de Franconville.

| Période                                  | Période                   | Identité           | Étiquette | Qualité                                                            |
| ---------------------------------------- | ------------------------- | ------------------ | --------- | ------------------------------------------------------------------ |
| Les données manquantes sont à compléter. |                           |                    |           |                                                                    |
| 1852                                     |                           | François Noirclerc |           | nommé par le préfet : décret du prince-président du 7 juillet 1852 |
| 1898                                     | après 1921                | Émile Fleurence    |           |                                                                    |
| avant 1926                               | après 1926                | Émile Gillet       |           |                                                                    |
| avant 1931                               | après 1931                | Florent Vautrin    |           |                                                                    |
| avant 1936                               | après 1936                | Ferdinand Pascal   |           |                                                                    |
|                                          | mars 1965                 | Charles Pernin     |           |                                                                    |
| mars 1965                                | mars 2001                 | René Schaeffer     |           |                                                                    |
| mars 2001                                | mars 2008                 | Jean-Marie Thomas  |           |                                                                    |
| mars 2008                                | mai 2020                  | Bernard Vautrin    |           |                                                                    |
| mai 2020                                 | En cours (au 26 mai 2020) | Philippe Schaeffer |           |                                                                    |

## Population et société

### Démographie
L'évolution du nombre d'habitants est connue à travers les recensements de la population effectués dans la commune depuis 1793. Pour les communes de moins de 10 000 habitants, une enquête de recensement portant sur toute la population est réalisée tous les cinq ans, les populations de référence des années intermédiaires étant quant à elles estimées par interpolation ou extrapolation. Pour la commune, le premier recensement exhaustif entrant dans le cadre du nouveau dispositif a été réalisé en 2005.

En 2022, la commune comptait 63 habitants, en évolution de −22,22 % par rapport à 2016 (Meurthe-et-Moselle : −0,13 %, France hors Mayotte : +2,11 %).
| 1793 | 1800 | 1806 | 1821 | 1831 | 1836 | 1841 | 1846 | 1851 |
| ---- | ---- | ---- | ---- | ---- | ---- | ---- | ---- | ---- |
| 119  | 121  | 130  | 126  | 128  | 156  | 157  | 156  | 134  |

| 1856 | 1861 | 1872 | 1876 | 1881 | 1886 | 1891 | 1896 | 1901 |
| ---- | ---- | ---- | ---- | ---- | ---- | ---- | ---- | ---- |
| 122  | 117  | 117  | 109  | 108  | 113  | 108  | 113  | 115  |

| 1906 | 1911 | 1921 | 1926 | 1931 | 1936 | 1946 | 1954 | 1962 |
| ---- | ---- | ---- | ---- | ---- | ---- | ---- | ---- | ---- |
| 112  | 85   | 72   | 80   | 84   | 90   | 82   | 73   | 68   |

| 1968 | 1975 | 1982 | 1990 | 1999 | 2005 | 2006 | 2010 | 2015 |
| ---- | ---- | ---- | ---- | ---- | ---- | ---- | ---- | ---- |
| 58   | 47   | 47   | 46   | 43   | 47   | 48   | 52   | 75   |

| 2020 | 2022 | - | - | - | - | - | - | - |
| ---- | ---- | - | - | - | - | - | - | - |
| 64   | 63   | - | - | - | - | - | - | - |

## Culture locale et patrimoine

### Lieux et monuments
- Église : façade et portail XVIe, chevet XVIe, nef XIXe.

### Héraldique
| Blason de Franconville | Blason  | Blasonnement : de gueules semé de croix pommetées au pied fiché d’argent à deux bars adossés de même ; à l’écu d’argent chargé d’une croix de gueules brochant sur le tout. |
| Blason de Franconville | Détails | Le statut officiel du blason reste à déterminer. |